# .al
al. هو امتداد خاص بالعناوين الإلكترونية (نطاق) domain للمواقع التي تنتمي لألبانيا.